# Cerastis mucida
Cerastis mucida är en fjärilsart som beskrevs av Eugen Johann Christoph Esper 1786. Cerastis mucida ingår i släktet Cerastis och familjen nattflyn. Inga underarter finns listade i Catalogue of Life.